# Lăng kính Glan–Taylor

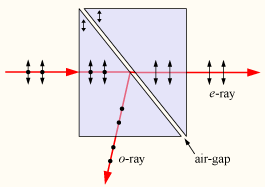
Một lăng kính Glan–Taylor phản xạ ánh sáng phân cực s ở một khe hở không khí bên trong, chỉ truyền thành phần phân cực p-. Các trục quang học thẳng đứng trong mặt phẳng của sơ đồ.

Lăng kính Glan–Taylor là một loại lăng kính được sử dụng như một kính lọc phân cực hoặc gương bán mạ phân cực. Đây là một trong những loại lăng kính phân cực hiện đại phổ biến nhất. Lăng kính được mô tả lần đầu tiên bởi Archard và Taylor vào năm 1948.
Lăng kính được tạo thành từ hai lăng kính tam giác vuông làm từ canxit (hoặc đôi khi là các vật liệu lưỡng chiết khác) tách ra trên bề mặt dài của chúng bằng một khe hở không khí. Các trục quang của các tinh thể canxit được xếp song song với mặt phẳng phản xạ. Phản xạ toàn phần bên trong của ánh sáng phân cực s ở khe hở không khí đảm bảo rằng chỉ có ánh sáng phân cực p được truyền qua thiết bị. Do góc tới tại phần cách có thể gần với góc Brewster, nên sự phản xạ không mong muốn của ánh sáng phân cực p bị giảm, giúp cho lăng kính Glan–Taylor truyền tốt hơn so với thiết kế Glan–Foucault. Lưu ý rằng trong khi chùm truyền được phân cực hoàn toàn, thì chùm phản xạ lại không. Các mặt của tinh thể có thể được đánh bóng để cho phép chùm tia phản xạ thoát ra hoặc có thể được bôi đen để hấp thụ nó. Phương pháp thứ hai làm giảm phản xạ Fresnel không mong muốn của chùm tia đi ra.
Một biến thể đã xuất hiện của kiểu thiết kế này được gọi là lăng kính Glan–laser. Đây là một lăng kính Glan–Taylor với góc cắt lăng kính dốc hơn, giúp giảm tổn thất phản xạ bằng việc giảm gọc thị trường. Những bản phân cực này cũng thường được thiết kế để chịu được cường độ chùm tia rất cao, như những loại được tạo ra bởi laser. Sự khác biệt có thể bao gồm sử dụng canxit được chọn cho tổn thất tán xạ thấp, chất lượng đánh bóng được cải thiện trên các mặt và đặc biệt là ở các mặt của tinh thể, và lớp phủ chống phản xạ tốt hơn. Lăng kính có ngưỡng thiệt hại bức xạ lớn hơn 1 GW/cm² có sẵn trên thị trường.